# 加权平均期限
加权平均期限（英語：weighted-average life，缩写），或称为平均期限（average life），在金融学中是指用一个分期偿还贷款或分期偿还债券的各期本金偿还额为权重，得到的各期偿还额的加权平均期限。
加权平均期限可以按以下公式计算：

{\displaystyle {\text{WAL}}=\sum _{i=1}^{n}{\frac {P_{i}}{P}}t_{i},}
其中
- {\displaystyle P} 为本金，
- {\displaystyle P_{i}} 为第{\displaystyle i}期的本金偿还额，
- {\displaystyle t_{i}}为第{\displaystyle i}期的偿还期限（以年为单位）。

如需按月计算，{\displaystyle t_{i}}可表示为{\displaystyle {\frac {1}{12}}(i+\alpha -1)} ，其中{\displaystyle \alpha }为结算日期与第一个现金流日期之间的时间占一个月的比例。
与加权平均期限相关的一个概念为债券久期。债券久期同样为一个加权平均时间，但并非以本金偿还额（不含利息）为权重，而是以各期现金流（包括本金与利息）的现值为权重。